# Adalberto Carrasquilla
Pour les articles homonymes, voir Carrasquilla.
 (février 2022).
Adalberto Carrasquilla, né le 28 novembre 1998 à Panama, est un footballeur international panaméen. Il joue au poste de milieu de terrain aux Pumas UNAM.

## Biographie

### En club
Il fait ses débuts au Tauro FC au Panama le 29 mars 2015 lors d'une défaite en championnat contre le Deportivo Árabe Unido (1-0). Il marque son premier but le 22 avril 2016 lors d'une victoire (2-1) contre le même adversaire.
En 2018, il atteint avec cette équipe les quarts de finale de la Ligue des champions de la CONCACAF, en étant battu par le Club América.
Le 12 août 2019, il est prêté au FC Cartagena qui joue en troisième division espagnole. Il joue son premier match le 15 septembre lors de la victoire (1-0) face à l'Atlético Sanluqueño. Le 29 novembre 2019, le club lève l'option d'achat en payant la somme de 300 000 euros et s'engage jusqu'en 2025. Le club de Carthagène accède à la deuxième division après huit saisons au troisième échelon. Il marque son premier but le 24 octobre 2020, contre l'UD Las Palmas (victoire 3-0).
Le 5 août 2021, il est prêté au Dynamo de Houston. Il joue son premier match deux jours après, en entrant au cours du match perdu (2-0) contre Minnesota United. Il inscrit son premier but contre ce même adversaire le 28 août, mais ne peut toutefois empêcher la défaite de son équipe, 1-2. Neuf mois plus tard, le 10 mai 2022, il s'engage pour un contrat de deux ans et demi après que Houston ait levé l'option d'achat assortie à son prêt.

### En sélection
Avec les moins de 20 ans, il participe à la Coupe du monde des moins de 20 ans en 2015. Lors du mondial junior organisé en Nouvelle-Zélande, il ne joue aucun match. Avec un bilan d'un nul et deux défaites, le Panama est éliminé dès le premier tour. Par la suite, en 2017, il dispute le championnat de la CONCACAF des moins de 20 ans qui se déroule au Costa Rica. Lors de cette compétition, il joue trois matchs.
Avec les moins de 23 ans, il participe aux Jeux panaméricains de 2019. Lors de cette compétition organisée à Lima au Pérou, il joue quatre matchs. Il inscrit un but contre la Jamaïque lors du match de classement pour la cinquième place.
Il reçoit sa première sélection en équipe du Panama le 18 avril 2018, contre Trinité-et-Tobago (victoire 0-1).
Le 14 mai 2018, il figure dans une pré-liste de trente-cinq joueurs en vue de la Coupe du monde 2018, mais il n'est finalement pas retenu dans la liste définitive des 23 joueurs.
Le 6 septembre 2019, il inscrit son premier but en équipe nationale, contre les Bermudes. Ce match gagné 1-4 rentre dans le cadre de la Ligue des nations de la CONCACAF 2019-2020.
Le 1er juillet 2021, il est convoqué par le sélectionneur Thomas Christiansen afin de participer à la Gold Cup 2021 organisée aux États-Unis. Lors de cette compétition, il joue trois matchs. Il délivre une passe décisive contre Grenade. Malgré un bilan honorable d'une victoire, un nul et une défaite, le Panama est éliminé dès le premier tour.
Le 16 juillet 2023, il devient finaliste de la Gold Cup 2023 et a été désigné meilleur joueur de la compétition.

## Palmarès
Tauro FC
- Championnat du Panama (2) :
  - Champion : 2017 (Clôture) et 2018 (Ouverture).